# Siergiej Zarapkin
Siergiej Romanowicz Zarapkin (ros. Сергей Романович Царапкин, ur. 1892, zm. 15 stycznia 1960) – rosyjski biolog, genetyk. W latach 1926–1945 pracował w Niemczech, m.in. w Instytucie Badań Mózgu (Kaiser Wilhelm-Instituts für Hirnforschung) w Berlinie-Buch u Oskara Vogta, gdzie współpracował z Timofiejewem-Riesowskim. Po powrocie do ZSRR skazany na 10 lat obozu pracy. Zmarł na zawał serca niedługo po opuszczeniu obozu.

## Wybrane prace
- Über gerichtete Variabilität bei Coccinelliden. I. Allgemeine Einleitung und Analyse der ersten Pigmentierungsetappe bei Coccinella 10-punctata[2] (1930) V. Die Reihenfolge der Fleckentstehung auf den Elytren der Coccinella 10-punctata (Adalea 10-punctata) in der ontogenetischen Entwicklung (1938) VI. Biometrische analyse der gerichteten variabilität
- Über gerichtete Variabilität[3] (1938)
- Zur Analyse der Formvariationen. II. Einige Gesetzmäßigkeiten in der Variabilität der Fleckenform bei Epilachna chrysomelina F. (Coleopt. Coccinellidae.)[4] (1932)
- Über gerichtete variabilität bei coccinelliden II. Entwicklung der komplizierten zeichnungsformen bei propylea 14-punctata muls[5] (1930)
- Analyse der genotypisch und durch Außenfaktoren bedingten Größenunterschiede bei Drosophila funebris.
  - I. Genetische Analyse der Körpergröße in einer wilden Population vonDrosophila funebris[6]. (1934)
  - II. Verhältnis zwischen Körpergröße und Zellenzahl[7] (1935)
  - III. Dauer der individuellen Entwicklung in der Plus- und Minus-Kultur[8] (1935)
- Über gerichtete Variabilität bei Coccinelliden[9]. (1933)
- Phänoanalyse von einigen Populationen der Epilachna chrysomelina F.[10] (1937)
- Über gerichtete variabilitat bei Coccinelliden. VI. Biometrische analyse der gerichteten Variabilität (1938)